# Milo Football Club
Actualités
Le Milo Football Club est un club de football guinéen basé à Kankan, évoluant dans le championnat de première division, la Ligue 1 Guinéenne le Milo FC a un logo de crocodile bleu et blanc et rouge. Ils ont un surnom les bleu et blanc.Champion de ligue 1 Guinéenne (2024) ainsi que de ligue 2 guinéenne (2021).

## Histoire
Le club évolue à plusieurs reprises en première division guinéenne. Il se classe notamment sixième du championnat en 1992.
Lors de la saison de Ligue 2 2014-2015, le Milo FC fut l'attaque la moins prolifique du championnat avec 10 buts et celle qui a pris le plus de cartons rouges (4).
Au terme de la saison 2016-2017, après douze années passées dans les divisions inférieures, le Milo FC retrouve la première division en prenant la deuxième place du championnat (45 points) - après une victoire 3 à 1 contre l'Étoile de Guinée lors de la 26e et dernière journée,.
L'équipe termine cette saison 2016-2017 avec 12 victoires, 9 nuls et 5 défaites - pour 34 buts inscrits et 18 encaissés.

### Le court retour dans l'élite (2017-2018)
Le club a des difficultés à obtenir une victoire depuis leur retour dans l'élite, faisant 5 nuls en 5 matchs. Il faut attendre la 6e journée du championnat de Ligue 1 pour voir la première contre le CI Kamsar sur le score de 2 à 1,.
La 15e journée est un match nul et vierge contre les Éléphants de Coleah. 
La deuxième victoire n'est obtenue qu'à la 16e journée, contre le Satellite FC de Ratoma (1-0). 
Après 20 journées, le Milo FC pointe à la dernière place du classement avec 14 points. Soit à 1 point du premier relégable et avant-dernier du championnat, l'Atlético et à 4 points du premier non-relégable - le SAG. 
Contre l'Association Sportive des Forces Armées de Guinée (ASFAG), les bleus et blancs gagent 2 à 1 et reviennent à 3 points du SAG. 
Le club n'arrive pas à se maintenir et redescend directement en deuxième division après avoir terminé à l'avant-dernière place du championnat 2017-2018.

### Poids lourd de Ligue 2 (depuis 2018)
À la suite de la relégation, Sékou Keïta, le meilleur buteur du club lors de la saison dans l'élite (15 buts toutes compétitions confondues), quitte le club pour rejoindre le Horoya AC, pensionnaire de Ligue 1. 

#### Saison 2018-2019
Le club débute par une courte victoire contre RCCK à domicile (1-0). Après 8 matchs, le Milo FC se situe à la 5e place du championnat avec 12 points. 
Au bout de 10 journées, l'équipe de Kankan est quatrième avec 16 points, derrière Flamme Olympique (20), Manden FC (19) et Étoile de Guinée (18).
Lors de la 12e journée, le match Milo-Manden FC se termine par une victoire 1-0 des locaux. L'arbitre a mis un terme au match à la 71e minute, à la suite de l'envahissement du terrain par les supporters de Manden FC après le refus du but égalisateur par l'arbitre (qui considéra une irrégularité sur le but). Le bus des joueurs de Manden de Siguiri a été caillassé après le match. Manden FC a écopé d'une amende de 3 millions de francs guinée par la fédération.
Au retour, les joueurs du Milo FC quittèrent le terrain de Siguiri alors qu'ils perdaient 1-0 après un penalty encaissé à la 78e minute.
La dernière journée sera une défaite à l'extérieur, chez le deuxième promu en Ligue 1 - le Loubha FC, 2 à 0,.

#### Saison 2019-2020
Le championnat de Ligue 2 n'a pas encore démarré, à la suite des problèmes de financement des championnats guinéens et des reports de reprise.

## Couleurs et logos
Les joueurs du Milo FC sont en bleu et blanc.

## Palmarès
- Championnat de Guinée : 2024

## Structures du club

### Stade
Le Milo FC joue au stade M'balou Mady Diakité, reconstruit et inauguré le 14 avril 2019.
Durant la saison précédente, le club recevait sur terrain neutre (l'annexe du stadium) ou se déplaçait à Conakry pour jouer ses matchs, faute d'infrastructures adéquates.